# Curral Novo do Piauí
Curral Novo do Piauí es un municipio brasileño del estado del Piauí. Se localiza a una latitud 07º49'56" sur y a una longitud 40º54'04" oeste, estando a una altitud de 370 metros. Su población estimada en 2004 era de 3 978 habitantes.
Posee un área de 759,79 km².